# بروين (مغنية)
بروين نوريوند (1938 - 19 أغسطس 1402)، المعروفة باسمها الفني بروين ويلفظ برفين، كانت مغنية إيرانية.

## حياتها
ولدت بروين نوريوند في طهران عام 1938. توظفت عند إنهاء دراستها في بنك شاهنشاهي التجاري. أثارت المغنيات الإيرانيات اهتمامها، وأولعت خصوصاً بالمغنية قمر الملوك وزيري وقدها ولعها إلى أن يعرفها توران مهرزاد بالملحن همايون خرم فدخلت مجال الفن. غنت أكثر من 300 أغنية ونغم في خمسينيات وستينيات القرن العشرين، مثل "غوغای ستارگان - اضطراب النجوم"، و"پیک سحری - رسول الفجر"، و"درد عشق وانتظار - ألم العشق والانتظار"، و"زيمر"، وشاركت في المشروع الإذاعي "برنامهٔ گل‌ها - برنامج الزهور"، في برامج منها "یک شاخه گل - غصن الزهور" و"گل‌های رنگارنگ - الزهور الملونة".
تصنفطبقة صوتها من الرنان، ويقارن صوتها وقدراتها الصوتية بصوت المغنية الإيرانية دلكش.
عملت في أثناء مسيرتها الفنية تعاونت باستمرار مع ملحنين مثل همايون خرم (الذي لحن لها أكثر من 120 أغنية)، حسين صمدي، مرتضى حنانه، رضا ناروند، مرتضى محجوبي، جواد لشكري، أنوشروان روحاني، أمين الله رشيدي، بالإضافة إلى مؤلفي الأغاني مثل برويز وكيلي، كريم فاكور، رحيم معيني كرمنشاهي، برويز خطيبي، هداية الله نيرسينا، عبد الله ألفت، توراج نجاهبان، مهدي سهيلي، وبهادور يجانه. اعتزلت بارفين الغناء في عام 1974. نظمت مجموعة من الموسيقيين الإيرانيين في أوائل عام 2023 برنامجاً تذكارياً على شرفها، وكان من بين المنظمين حسين علي زاده.
توفيت بروين عن 85 عاماً في طهران في 10 أغسطس 2023م.